# Virtual XI
《Virtual XI》("Virtual Eleven"로 발음)는 1998년 3월 23일, 발매된 영국의 헤비 메탈 밴드 아이언 메이든의 열한 번째 스튜디오 음반이다. 이 음반은 블레이즈 베일리가 보컬을 맡은 밴드의 두 번째이자 마지막 음반이다. 또한 약간 수정된 로고를 사용한 최초의 음반으로, R, M, N이라는 글자는 확장이 아닌 다른 글자와 같은 크기이다. 이는 2010년 《The Final Frontier》까지 이어진 몇 장의 음반에도 적용되었다.

## 배경

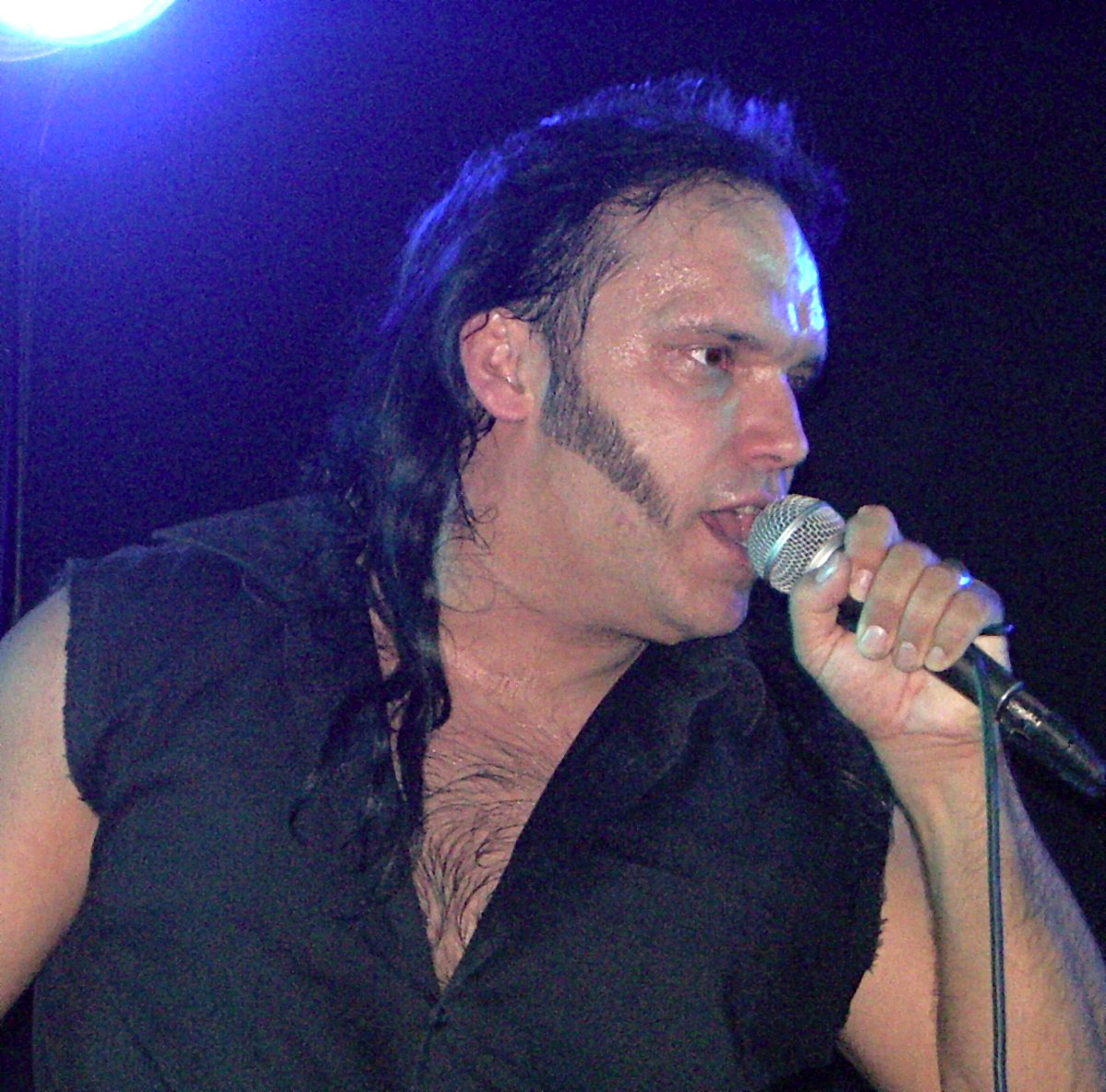
《Virtual XI》는 보컬리스트 블레이즈 베일리와 함께한 두 번째이자 마지막 아이언 메이든의 음반이다.

《Virtual XI》의 타이틀은 밴드의 컴퓨터 게임인 《Ed Hunter》의 발매와 1998년 FIFA 월드컵이 그 해 6월에 열릴 것이라는 사실 등 두 개의 추가 음악 행사와 맞물려 있다.  해리스는 "우리의 팬들은 우리와 거의 같은 관심사이고, 그래서 우리는 '98년 월드컵의 해'라고 생각했다"고 설명했습니다. 새 음반에 축구를 참여시키도록 해요. 그리고 우리는 그 당시에 이미 컴퓨터 게임을 하고 있었기 때문에 '그럼, 그 요소도 사물에 가져갑시다'라고 생각했습니다." 이 밴드는 음반 발매에 앞서 "영국 출신의 게스트 뮤지션과 프로축구 선수"와 함께 유럽 전역에서 축구 경기를 개최하는 홍보 투어를 조직했다.
음반의 책자에 있는 대부분의 삽화는 《Ed Hunter》 게임에서 가져온 것이지만, 커버는 멜빈 그랜트에 의해 만들어졌다. 그랜트에 따르면, 그는 가상 현실과 관련된 무언가를 디자인해 달라는 요청을 받았지만, 나중에 축구 경기를 추가하여 작품을 변경해달라는 요청을 받았고, 그 후 밴드는 발매를 월드컵과 연결하기로 결정했다고 한다. 이 음반은 또한 "R", "M" 그리고 "N's"의 확장된 끝부분이 모두 제거된 밴드의 새로운 대체 로고가 특징인 첫 번째 음반이었다. 이 변형은 미래의 모든 스튜디오 음반, 라이브 음반(《Flight 666》과 《Maiden England '88》 제외), 그리고 《The Final Frontier》까지 싱글 음반에 사용될 것이다. 이 밴드의 열여섯 번째 스튜디오 음반인 《The Book of Souls》를 시작으로, 오리지널 로고는 재사용되었다.
이 음반에서 일부 키보드 파트는 밴드 창립자 겸 베이시스트 스티브 해리스에 의해 연주된 반면, 이전 음반에서는 모든 키보드 파트가 해리스의 베이스 테크니션인 마이클 케니가 맡았다.
그들의 이전 월드 투어와 마찬가지로, 공식적인 이유는 베일리가 꽃가루에 대한 심각한 알레르기 반응을 겪고 있다는 것이었지만, 베일리가 목소리에 문제가 있었기 때문에 Virtual XI World Tour에서의 몇몇 미국 쇼는 취소되어야만 했다.
1993년과 1990년에 각각 탈퇴한 브루스 디킨슨과 아드리안 스미스가 라인업에 복귀할 것이라는 1999년 2월, 발표 이후 아이언 메이든에서 해임되면서, 이번 음반은 블레이즈 베일리가 수록된 두 번째이자 마지막 스튜디오 음반이 될 것이다.

## 평가
| 전문가 평가                      | 전문가 평가 |
| 평가 점수                        | 평가 점수   |
| 출처                             | 점수        |
| -------------------------------- | ----------- |
| AllMusic                         | [ 9 ]       |
| Collector's Guide to Heavy Metal | 0/10        |
| Sputnikmusic                     | 3.5/5       |

《Virtual XI》는 비평가들의 부정적인 평가와 혼재되었다. 올뮤직은 "표면적으로, 레코드에 지독하게 잘못된 것은 없다. 그것은 그들의 최고 레코드의 모든 아삭아삭한 리프와 악마적인 공포를 전달하기 때문이다. 문제는 후크나 리프, 노래에 대해 기억에 남는 것이 없고, 음악이나 연출에 본능적인 에너지가 거의 없다는 것이다. 그 결과, 가장 헌신적인 팬을 제외한 모든 사람들에게 생동감이 없어 보인다." 그들은 또한 블레이즈 베일리가 "유능하지만 얼굴 없는 보컬리스트"라고 말했다.
스푸트니크 뮤직은 이 음반에 대해 〈Futureal〉, 〈The Clansman〉, 〈Como Estais Amigos〉 등 몇 개의 보석을 가지고 있지만 "매우 반복적이고, 많은 인내심이 필요하다"고 주장하며 더욱 긍정적으로 평가했다.

## 곡 목록
| #  | 제목                                     | 작사·작곡                      | 재생 시간 |
| -- | ---------------------------------------- | ------------------------------ | --------- |
| 1. | 〈Futureal〉                             | 스티브 해리스, 블레이즈 베일리 | 3:00      |
| 2. | 〈The Angel and the Gambler〉            | 해리스                         | 9:51      |
| 3. | 〈Lightning Strikes Twice〉              | 데이브 머레이, 해리스          | 4:49      |
| 4. | 〈The Clansman〉                         | 해리스                         | 9:06      |
| 5. | 〈When Two Worlds Collide〉              | 머레이, 베일리, 해리스         | 6:13      |
| 6. | 〈The Educated Fool〉                    | 해리스                         | 6:46      |
| 7. | 〈Don't Look to the Eyes of a Stranger〉 | 해리스                         | 8:11      |
| 8. | 〈Como Estais Amigos〉                   | 야닉 거스, 베일리              | 5:26      |

## 인증
| 국가                       | 인증 | 판매량/출하량 |
| -------------------------- | ---- | ------------- |
| 영국 (BPI)                 | 실버 | 60,000^       |
| ^출하량을 기반으로 한 인증 |      |               |